# 中央后回
中央后回（英文：Postcentral gyrus）是人脑顶叶外侧的一个显著脑回。中央后回是初级体感皮层的所在地，是体感系统的神经中枢。怀尔德·潘菲尔德最初定义了初级体感皮层。在布罗德曼分区系统中，中央后回包括1、2、3分区，其中1区占据了中央后回的最高点。

## 结构
中央后回四周相邻的结构包括:
- 中央纵裂
- 前方边界：中央沟
- 后方边界：中央后沟[4]
- 下方边界：外侧沟

## 图像

中央后回位于红色标记处
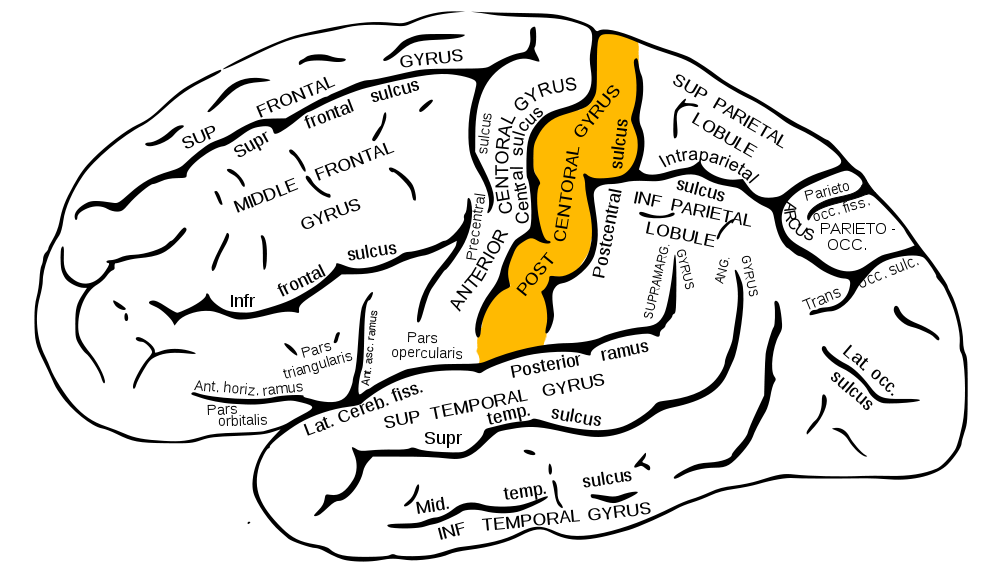
左侧大脑半球外侧面（中央后回位于橙色标记处）